# ليف (حوسبة)
الليف مصطلح مستعمل في علوم الحاسب الآلي، ويقصد به الخيط خفيف الوزن عند التنفيذ.
تشترك الألياف، مثل الخيوط، في نفس الذاكرة الافتراضية. ومع ذلك، فإن الألياف تستخدم تعدد مهام متعاون (co-operative multitasking) في حين أن الخيوط تستخدم تعدد مهام استباقي (pre-emptive multitasking).
تعتمد الخيوط غالبا على جدولة النواة للخيط لاستباق انشغال خيط واستئناف عمل خيط آخر. على الألياف الجاري تنفيذها فسح المجال لتنفيذ ألياف أخرى.